# Észtország a 2010. évi téli olimpiai játékokon

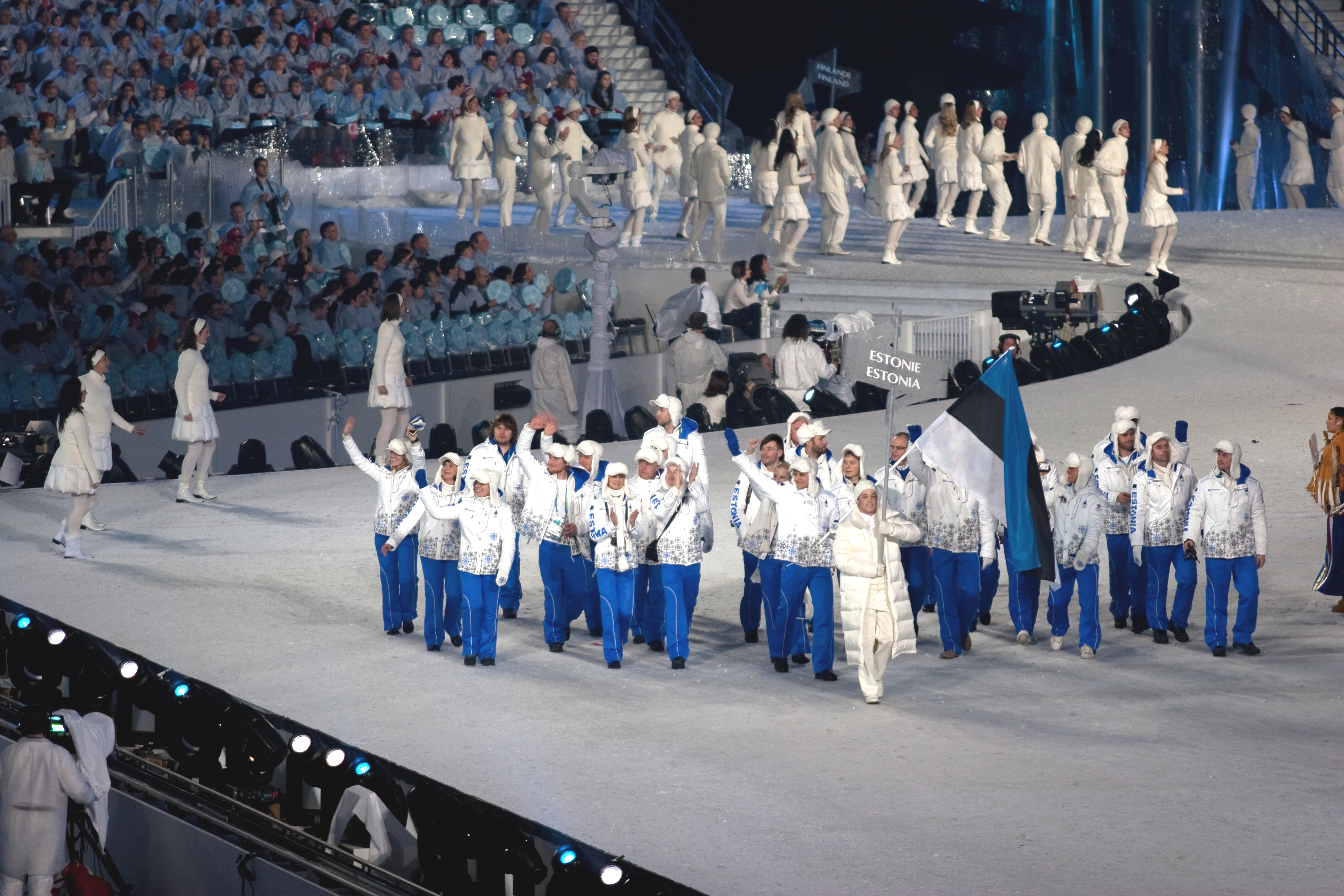
Észtország olimpiai küldöttsége a megnyitón

Észtország a kanadai Vancouverben megrendezett 2010. évi téli olimpiai játékok egyik részt vevő nemzete volt. Az országot az olimpián 4 sportágban 30 sportoló képviselte, akik összesen 1 érmet szereztek.

## Érmesek
| Érem  | Versenyző            | Sportág | Versenyszám |
| ----- | -------------------- | ------- | ----------- |
| Ezüst | Kristina Šmigun-Vähi | Sífutás | Női 10 km   |

## Alpesisí
Férfi
| Versenyző    | Versenyszám      | 1. futam      | 1. futam      | 2. futam | 2. futam | Összesítés | Összesítés |
| Versenyző    | Versenyszám      | Idő           | Hely.         | Idő      | Hely.    | Idő        | Helyezés   |
| ------------ | ---------------- | ------------- | ------------- | -------- | -------- | ---------- | ---------- |
| Deyvid Oprja | Műlesiklás       | nem ért célba | nem ért célba | kiesett  | kiesett  | kiesett    | kiesett    |
| Deyvid Oprja | Óriás-műlesiklás | 1:29,27       | 74.           | 1:31,51  | 64.      | 3:00,78    | 66.        |

Női
| Versenyző     | Versenyszám      | 1. futam      | 1. futam      | 2. futam | 2. futam | Összesítés | Összesítés |
| Versenyző     | Versenyszám      | Idő           | Hely.         | Idő      | Hely.    | Idő        | Helyezés   |
| ------------- | ---------------- | ------------- | ------------- | -------- | -------- | ---------- | ---------- |
| Tiiu Nurmberg | Műlesiklás       | 58,91         | 52.           | 59,08    | 42.      | 1:57,99    | 42.        |
| Tiiu Nurmberg | Óriás-műlesiklás | nem ért célba | nem ért célba | kiesett  | kiesett  | kiesett    | kiesett    |

## Biatlon
Férfi
| Versenyző                                             | Versenyszám           | Lövőhiba     | Időeredmény | Helyezés |
| ----------------------------------------------------- | --------------------- | ------------ | ----------- | -------- |
| Indrek Tobreluts                                      | 10 km sprint          | 1 (0+1)      | 26:18,9     | 31.      |
| Indrek Tobreluts                                      | 12,5 km üldözőverseny | 5 (2+0+2+1)  | 37:29,0     | 48.      |
| Kauri Kõiv                                            | 10 km sprint          | 2 (1+1)      | 26:56,0     | 48.      |
| Kauri Kõiv                                            | 12,5 km üldözőverseny | 4 (0+1+2+1)  | 37:45,5     | 50.      |
| Kauri Kõiv                                            | 20 km egyéni          | 3 (1+0+1+1)  | 53:22,4     | 44.      |
| Martten Kaldvee                                       | 10 km sprint          | 2 (2+1)      | 28:07,7     | 74.      |
| Martten Kaldvee                                       | 20 km egyéni          | 6 (1+1+2+2)  | 57:56,7     | 81.      |
| Priit Viks                                            | 20 km egyéni          | 1 (1+0+0+0)  | 51:38,1     | 20.      |
| Roland Lessing                                        | 10 km sprint          | 3 (2+1)      | 27:26,0     | 62.      |
| Roland Lessing                                        | 20 km egyéni          | 5 (3+0+1+1)  | 55:29,8     | 65.      |
| Priit Viks Kauri Kõiv Indrek Tobreluts Roland Lessing | 4 × 7,5 km váltó      | 13 (3+7 0+3) | 1:28:16,5   | 14.      |

Női
| Versenyző                                            | Versenyszám         | Lövőhiba     | Időeredmény | Helyezés      |
| ---------------------------------------------------- | ------------------- | ------------ | ----------- | ------------- |
| Eveli Saue                                           | 7,5 km sprint       | 2 (1+1)      | 22:23,3     | 55.           |
| Eveli Saue                                           | 10 km üldözőverseny | 7 (1+2+4+ )  | + kör       | nem ért célba |
| Eveli Saue                                           | 15 km egyéni        | 2 (1+0+0+1)  | 45:27,9     | 42.           |
| Kadri Lehtla                                         | 7,5 km sprint       | 2 (2+0)      | 22:34,2     | 64.           |
| Kadri Lehtla                                         | 15 km egyéni        | 2 (1+0+1+0)  | 45:43,0     | 45.           |
| Kristel Viigipuu                                     | 7,5 km sprint       | 0 (0+2)      | 23:57,1     | 83.           |
| Sirli Hanni                                          | 7,5 km sprint       | 2 (2+0)      | 23:57,8     | 84.           |
| Kadri Lehtla Eveli Saue Sirli Hanni Kristel Viigipuu | 4 × 6 km váltó      | 18 (2+9 0+7) | 1:17:55,5   | 18.           |

## Műkorcsolya
| Versenyző                   | Versenyszám | Rövid program | Rövid program | Kűr   | Kűr   | Összesítés | Összesítés |
| Versenyző                   | Versenyszám | Pont          | Hely.         | Pont  | Hely. | Pont       | Helyezés   |
| --------------------------- | ----------- | ------------- | ------------- | ----- | ----- | ---------- | ---------- |
| Elena Glebova               | Női egyéni  | 50,80         | 20.           | 83,39 | 22.   | 134,19     | 21.        |
| Maria Sergejeva Ilja Glebov | Páros       | 42,18         | 18.           | 82,72 | 19.   | 124,90     | 19.        |

| Versenyző              | Versenyszám | Kötelező tánc | Kötelező tánc | Eredeti (original) tánc | Eredeti (original) tánc | Kűr   | Kűr   | Összesítés | Összesítés |
| Versenyző              | Versenyszám | Pont          | Hely.         | Pont                    | Hely.                   | Pont  | Hely. | Pont       | Helyezés   |
| ---------------------- | ----------- | ------------- | ------------- | ----------------------- | ----------------------- | ----- | ----- | ---------- | ---------- |
| Irina Štork Taavi Rand | Jégtánc     | 21,73         | 23.           | 35,21                   | 23.                     | 58,24 | 23.   | 115,18     | 23.        |

## Sífutás
Férfi
| Versenyző                                    | Versenyszám     | Selejtező | Selejtező | Negyeddöntő | Negyeddöntő | Elődöntő | Elődöntő | Döntő     | Döntő    |
| Versenyző                                    | Versenyszám     | Idő       | Hely.     | Idő         | Hely.       | Idő      | Hely.    | Idő       | Helyezés |
| -------------------------------------------- | --------------- | --------- | --------- | ----------- | ----------- | -------- | -------- | --------- | -------- |
| Kein Einaste                                 | Sprint          | 3:59,19   | 59.       | kiesett     | kiesett     | kiesett  | kiesett  | kiesett   | 59.      |
| Algo Kärp                                    | 50 km           |           |           |             |             |          |          | 2:13:49,6 | 41.      |
| Kaspar Kokk                                  | 30 km           |           |           |             |             |          |          | 1:22:40,3 | 42.      |
| Peeter Kümmel                                | Sprint          | 3:37,99   | 9.        | 3:42,4      | 3.          | kiesett  | kiesett  | kiesett   | 14.      |
| Jaak Mae                                     | 50 km           |           |           |             |             |          |          | 2:10:41,3 | 30.      |
| Aivar Rehemaa                                | 15 km           |           |           |             |             |          |          | 36:13,5   | 51.      |
| Aivar Rehemaa                                | 30 km           |           |           |             |             |          |          | 1:21:15,8 | 37.      |
| Aivar Rehemaa                                | 50 km           |           |           |             |             |          |          | 2:10:57,6 | 34.      |
| Anti Saarepuu                                | Sprint          | 3:45,44   | 42.       | kiesett     | kiesett     | kiesett  | kiesett  | kiesett   | 42.      |
| Timo Simonlatser                             | Sprint          | 3:40,65   | 25.       | 3:43,2      | 6.          | kiesett  | kiesett  | kiesett   | 27.      |
| Karel Tammjärv                               | 15 km           |           |           |             |             |          |          | 37:38,4   | 67.      |
| Karel Tammjärv                               | 30 km           |           |           |             |             |          |          | 1:23:02,9 | 46.      |
| Andrus Veerpalu                              | 50 km           |           |           |             |             |          |          | 2:05:41,6 | 6.       |
| Peeter Kümmel Anti Saarepuu                  | Csapatsprint    | 19:27,6   | 8.        |             |             |          |          | kiesett   | 16.      |
| Algo Kärp Kaspar Kokk Jaak Mae Aivar Rehemaa | 4 × 10 km váltó |           |           |             |             |          |          | 1:51:41,2 | 14.      |

Női
| Versenyző                | Versenyszám  | Selejtező | Selejtező | Negyeddöntő | Negyeddöntő | Elődöntő | Elődöntő | Döntő         | Döntő         |
| Versenyző                | Versenyszám  | Idő       | Hely.     | Idő         | Hely.       | Idő      | Hely.    | Idő           | Helyezés      |
| ------------------------ | ------------ | --------- | --------- | ----------- | ----------- | -------- | -------- | ------------- | ------------- |
| Tatjana Mannima          | 10 km        |           |           |             |             |          |          | 28:13,0       | 57.           |
| Tatjana Mannima          | 15 km        |           |           |             |             |          |          | 44:24,2       | 43.           |
| Tatjana Mannima          | 30 km        |           |           |             |             |          |          | 1:40:51,3     | 41.           |
| Triin Ojaste             | Sprint       | 3:52,31   | 37.       | kiesett     | kiesett     | kiesett  | kiesett  | kiesett       | 37.           |
| Kristina Šmigun-Vähi     | 10 km        |           |           |             |             |          |          | 25:05,0       |               |
| Kristina Šmigun-Vähi     | 15 km        |           |           |             |             |          |          | nem ért célba | nem ért célba |
| Kristina Šmigun-Vähi     | 30 km        |           |           |             |             |          |          | 1:35:27,2     | 27.           |
| Kaija Udras              | Sprint       | 3:51,05   | 31.       | kiesett     | kiesett     | kiesett  | kiesett  | kiesett       | 31.           |
| Kaija Udras              | 15 km        |           |           |             |             |          |          | nem ért célba | nem ért célba |
| Triin Ojaste Kaija Udras | Csapatsprint | 20:02,2   | 8.        |             |             |          |          | kiesett       | 15.           |